# 橫圳
橫圳，是臺灣臺中市大甲區的一個傳統地域名稱，位於該區南半葉西部。相較於今日行政區，其範圍大致包括武曲里不含東南部及西北部邊界狹長地帶、奉化里西南端、庄美里最北端。
本地區東南部已發展成為大甲市區的一部分。

## 歷史
台灣清治末期，橫圳地區為一街庄，稱為「橫圳庄」，隸屬於苗栗三堡。該庄北邊及東邊北段與社尾庄為鄰，東邊南段與營盤口庄為鄰，南邊為庄尾庄，西邊為溪洲庄、松仔腳庄。
1901年（日明治三十四年）11月，全台廢縣廳改設二十廳，該庄隸屬於苗栗廳。1903年（明治三十六年）6月，該庄編入「大甲區」，仍隸屬於苗栗廳。1909年（明治四十二年）10月，全台二十廳合併為十二廳，苗栗廳廢止，大甲區改隸屬於臺中廳。1920年（大正九年），全台地方制度大改正，該庄改制為「橫圳」大字，隸屬於臺中州大甲郡大甲庄。1933年，大甲庄升格為大甲街。
戰後大甲街改制為大甲鎮，隸屬於臺中縣，大字亦改制為里。1950年10月，中、彰、投分治，大甲鎮隸屬不變。2010年12月，隨著臺中縣、市合併為直轄臺中市，大甲鎮改制為大甲區。

## 聚落
本地區有橫圳聚落。

## 交通
市道132號（大安港路）是大安港至后里的道路，大致以西北－東南走向經過橫圳地區中部偏西南地帶。由該道路向西北可前往大安港並止於區道中7線，向東南東繞過台鐵大甲車站可前往外埔、后里並止於台鐵后里車站。

## 運動休閒
- 大甲體育場（部分）